# رشته‌کوه تالامانکا
رشته‌کوه تالامانکا (انگلیسی: Cordillera de Talamanca)، رشته‌کوهی است در نیمه جنوب شرقی کاستاریکا و منتهی‌الیه غرب پاناما. بخش اعظم محدوده و مساحت اطراف آن در پارک بین‌المللی لا آمیستاد واقع شده‌است، که بین دو کشور یادشده مشترک است.
این رشته‌کوه در جنوب کاستاریکا از جنوب غربی سان خوزه تا فراتر از مرز با پاناما امتداد دارد و شامل بلندترین قله‌های کاستاریکا و پاناما است، از جمله آنها کوه چیریپو با ۳۸۲۰ متر ارتفاع، و قله قابل دسترسی‌تر «سرو دلا موئرته». بخش اعظم مناطق کارائیبی رشته‌کوه تالامانکا هنوز به‌خوبی تجسس و شناسایی نشده‌اند.